# إريك دينتون
اريك دينتون (بالإنجليزية: Eric Denton)‏ (8 فبراير 1978 بفولز تشيرش في الولايات المتحدة - ) هو لاعب كرة قدم أمريكي في مركز الدفاع. شارك مع منتخب الولايات المتحدة تحت 23 سنة لكرة القدم. أما مع النوادي، فقد لعب مع تامبا باي موتيني ودي.سي. يونايتد وسان خوسيه إيرثكويكس وكولورادو رابيدز وكولومبوس كرو ونيويورك ريد بولز وGeneration Adidas ‏.

## وصلات خارجية
- اريك دينتون على موقع الدوري الأمريكي (الإنجليزية)
- اريك دينتون على موقع قاعدة بيانات كرة القدم.إي يو (الإنجليزية)